# Битва на реке Хельге
Битва на реке Хельге — военно-морское сражение, которое состоялось в 1026 году (по некоторым источникам в 1025 или в 1027) в эстуарии реки Хельге (швед. Helgeå — Святая река) в Швеции между союзными датскими и английскими силами с одной стороны и объединёнными норвежско-шведскими силами с другой стороны.

## Ход событий
Норвежский король Олав II и шведский король Анунд Якоб воспользовались занятостью датского короля Кнуда в Англии и начали атаковать датчан в Балтийском море. Шведские и норвежские флоты во главе с королями Анундом Якобом и Олавом II поджидали на реке флот короля Кнуда, которым командовал датский ярл Ульф.
Флот Кнуда состоял из крупных кораблей; его собственный корабль, как говорят, был длиной 80 метров. Шведские и норвежские короли приказали соорудить на реке большую плотину из дёрна и брёвен. Когда датский флот вошёл в реку, вода была выпущена, и многие датчане и англичане утонули в этом потопе. Однако основная сила флота Кнуда располагалась за устьем реки. После того, как корабли в гавани были уничтожены, остальная часть флота собралась со всех сторон. Короли Олав и Анунд Якоб, увидев, что они получили всю победу, которую судьба могла им позволить на данный момент, приказали своим кораблям отступить. Если бы битва была продолжена, они понесли бы огромные людские потери, потому что у Кнуда было больше кораблей. Король Кнуд не преследовал их.

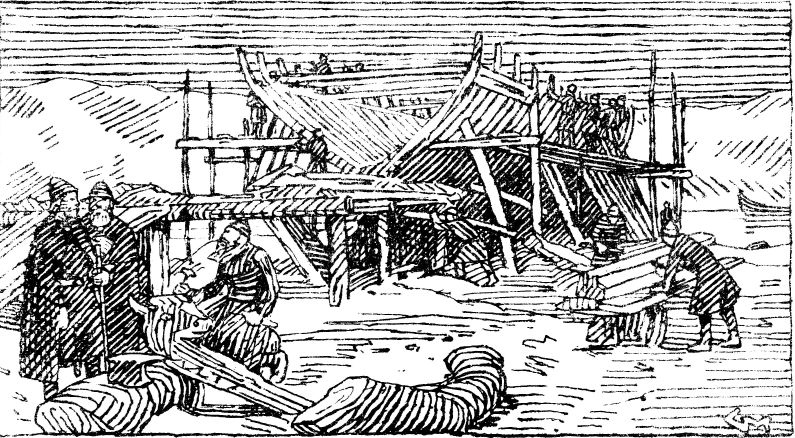
Флагман короля Олава «Зубр» был завершён всего за несколько месяцев до битвы (иллюстрация из «Круга Земного», 1899)
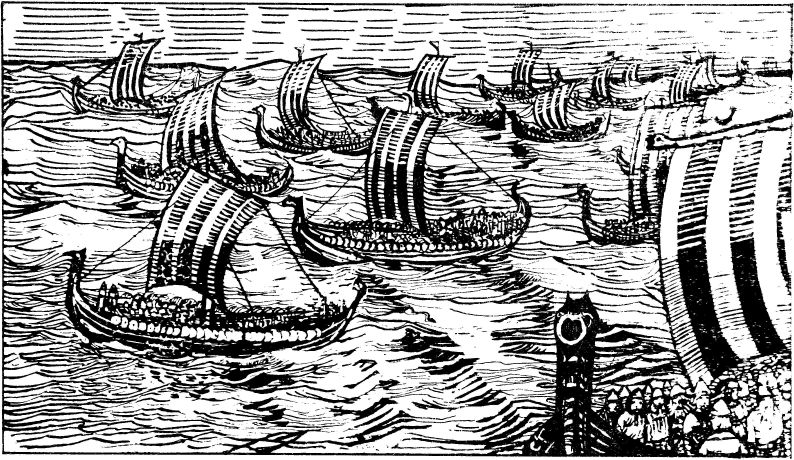
Флот короля Олава (иллюстрация из «Круга Земного», 1899)
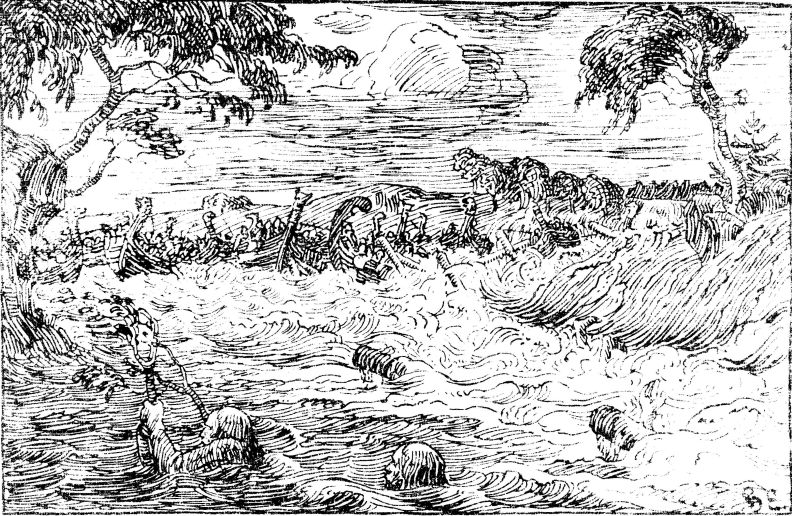
Потеря кораблей короля Кнуда (иллюстрация из «Круга Земного», 1899)

Пиррова победа оставила Кнуда в качестве доминирующего лидера в Скандинавии. Через некоторое время после битвы Кнуд подчинил основные провинции Швеции вокруг озера Меларен, где у него были в ходу свои монеты, отчеканенные в Сигтуне.

## Первоисточники
Битва пересказывается в скальдической поэзии и в таких источниках, как датских «Деяниях данов» Саксона Грамматика и исландской саге об Олаве Святом Снорри Стурлусона. Мнения разделяются относительно того, было ли это место на реке Хельге в Уппланде или реке Хельге на востоке Скании.
В «Англосаксонской хронике» битва датируется 1025 годом и победа в сражении приписывается шведам:
«A.D. 1025. В этом году король Кнуд отправился в Данию с флотом к острову на Священной реке; где против него вышли Ульф и Эглаф с очень большой силой как по суше, так и по морю, из Швеции. Было очень много людей, потерянных на стороне короля Кнуда, как датчан, так и англичан; и шведы господствовали на поле битвы».